# Медаль «За відвагу на пожежі»
Меда́ль «За відва́гу на поже́жі» — медаль, державна нагорода СРСР. Введена указом Президії Верховної Ради СРСР 31 жовтня 1957 року. Автор малюнку медалі — художник Шебалков.

## Опис
Медаль «За відвагу на пожежі» має форму правильного круга діаметром 32 мм, виготовлялася зі срібла, пізніше — з нейзильберу.
На лицьовому боці у центрі зображені схрещені розсувний ключ та пожежна сокира. По колу угорі — напис «За отвагу на пожаре», унизу — лаврова та дубова гілки, серп і молот. Нижче напису — п'ятикутна зірочка.
На зворотному боці — зображення пожежника із врятованою дитиною на руках. За його спиною — палаючий житловий будинок. Унизу — лаврова гілка. Усі зображення і написи на медалі — випуклі.
Медаль «За відвагу на пожежі» за допомогою вушка і кільця з'єднується з п'ятикутною колодочкою, обтягнутою шовковою муаровою стрічкою червоного кольору завширшки 24 мм. По краях стрічки — сині смужки завширшки 3 мм, оторочені вузенькими білими смужками завширшки 1 мм.

## Нагородження медаллю
Медаллю «За відвагу на пожежі» нагорожувалися робітники пожежної охорони, члени добровільних пожежних дружин, військовослужбовці, інші громадяни:
- за сміливість, відвагу та самовідданість, виявлені при гасінні пожеж, спасінні людей, соціалістичної власності та майна громадян від вогню;
- за вміле керівництво бойовою роботою підрозділів пожежної охорони з гасіння пожеж та спасіння людей;
- за відвагу, мужність та завзятість, виявлені з метою запобігання вибуху або пожежі.

Медаль носиться на лівій стороні грудей, за наявності у нагородженого інших медалей СРСР розташовується після медалі «За відмінну службу з охорони громадського порядку».
Усього медаллю «За відвагу на пожежі» було проведено близько 32 690 нагороджень.